# Cumhal
Dans la mythologie celtique irlandaise, Cumhal (ou Cumaill) est un dieu guerrier très redouté. Il est le fils du roi des Tuatha Dé Danann Nuada, l’époux de Muirné ainsi que le père de Finn Mac Cumaill, appelé Deimne lorsqu’il est enfant.

## Mythologie
Voulant s’unir à la très belle Muirné, contre l’avis de son père le druide Tagd, Cumhal doit l’enlever. En guise de représailles, le druide fait intervenir le roi d’Irlande, Conn Cetchathach (Conn « aux Cent Batailles »), avec mission de tuer le ravisseur. Ce qui est fait.

## Parallèles
En Gaule et en Grande-Bretagne, il existe un dieu connu sous le nom de Camulos, que les Romains associent à Mars. Même si ce nom est très proche de celui de Cumhal, le rapprochement entre les deux figures est rejeté par la recherche récente.
À noter que le pendant gallois de Finn, le fils de Cumhal, est Gwynn ap Nudd, Gwynn fils de Nudd. Le nom de ce Nudd (doublon du roi Llud) est l'aboutissement phonétique du nom du dieu brittonique Nodens/Nodons (Mars) et correspond à l'Irlandais Nuada. Comme Nodons et Camulos sont des cognomines (surnoms, alias) se rapportant au dieu romain de la guerre Mars, il est possible que Cumhal ne soit en définitive qu’un double héroïque de son père, le roi des dieux Nuada.